# 24316 Anncooper
24316 Anncooper è un asteroide della fascia principale. Scoperto nel 2000, presenta un'orbita caratterizzata da un semiasse maggiore pari a 2,6568772 UA e da un'eccentricità di 0,0916136, inclinata di 2,79033° rispetto all'eclittica.